# Breide
Breide ((Breyde)) är en dansk adelsätt från Holstein (som numera ingår i Förbundsrepubliken Tyskland), sedan 1300-talet känd även i Slesvig. 
Vapen: ett krönt lejon i silver, på rött fält

## Historia
Joakim Breide var holsteinsk rådman och deltog i Kristian I:s val till kung. Hans son Hartvig Breide blev amtman på biskopens borg i Svavsted men avsattes 1466 på grund av sjöröveri.
Manslinjen dog ut på mitten av 1600- talet, efter att Joachim och Bendix Breide i Norge blev landsförvisade för att ha ljugit i rättssak. Efter detta finns inget tydligt arkivmaterial om dem. Ätten Gyllenbreider, stammande från en Hindrik Breed, som introducerades på Svenska riddarhuset 1678 påstod sig stamma på "holsteinsk adlig ätt de Breider", vilket torde syfta på ätten Breide, men detta har inte kunnat beläggas.

## Släkttavla
1. Markvard Breide, nämnd i Holstein 1237. 
  1. Markvad Breide
    1. Abel Breide
    2. Markvad Breide
      1. Markvad Breide, född före 1328, död efter 1342
        1. Markvad Rike Breide
          1. Markvad Breide, död efter 1429

      2. NN (Breide)
      3. Hartvig Breide
      4. Helrik Breide till Langholt
        1. Johan Breide
        2. Hartvig Breide, död 1409. Gift med Anne Segebodsdotter (Krummedige).
          1. NN Hartvigsdatter, född 1435, död 1469
          2. Henrik Breide
          3. Anna Breide, gift med Claus von Hagen
          4. Povl Breide, riddare, född före 1420
            1. Anna Breide,gift med Henneke von Ahlefeldt
            2. Joachim Breide
              1. Poul Breide
              2. Hartwig Breide
                1. Wulf Breide
                  1. Markvad Breide, gift med Catharine Ahlefeldt.
                    1. Abel Breide
                    2. Anna Breide, gift med Otto Rantzau (1632–1719) till Bulk, kammarherre, tillika envoyé i Paris, dansk greve 1671.

## Okänd anknytning
- Eva von Breide, gift med

## Kända personer i ätten de Breider
- Henrik Breedh, adlad Gyllenbreider, (men inte introducerad på Riddarhuset) (son till Mikael Breedh), född 1633 i Gamleby socken; adlad 1678 var en militär
- Erik Breedh, adlad Gyllenbreider, (son till Mikael Breedh), till Djursdala i Djursdala socken; född 1627, troligen på Åby gård i var en svensk militär och godsägare.[4]